# Лакаторо
Лакаторо (англ. Lakatoro) — город в Вануату, расположенный на восточном побережье острова Малекула. Является административным центром провинции Малампа. В этом маленьком городке есть несколько магазинов, супермаркет и рынок, где продаются местные сельскохозяйственные продукты. В 1991 году был открыт Культурный центр Маламп в нем выставляются традиционные маски и ремесла различных племен острова. Отделение Национального банка Вануату (NBV) является единственным банком в Лакаторо.
Город обслуживается аэропортом Норсуп, который находится на полпути между Норсупом и Лакаторо. 